# حلقه‌های ازدواج (فیلم ۱۳۵۶)
حلقه‌های ازدواج فیلمی به کارگردانی عزیزالله بهادری و تهیه‌کنندگی محمدکریم ارباب محصول سال ۱۳۵۲ است که با مرگ ارباب بایگانی شد و بالاخره در سال ۱۳۵۶ برای مدت کوتاهی اکران شد. این فیلم پس از فقط ۳ روز به دلیل اختلاف وارثین محمدکریم ارباب و نداشتن پروانه نمایش از پرده سینماها پایین کشیده شد.

## خلاصه داستان
منصور و دو دوستش نادر و امیر زندگی فقیرانه‌ای دارند و در کافه‌ای به مطربی مشغولند. امیر و نادر با نسرین و نوشَن دخترهای معزالدیوان قرار ازدواج گذاشته‌اند، اما پدر که قول همسری دخترهایش را به برادرزاده‌هایش داده‌است، با تبانی صاحب کافه مدعی می‌شود که آن دو دخترهای صاحب کافه را اغفال کرده‌اند. مراسم عروسی بهم می‌خورد…

## بازیگران
- منصور سپهرنیا
- گرشا رئوفی
- محمد متوسلانی
- لیلا بهاران
- مژگان
- مریم پروین
- محسن مهدوی
- جمشید مهرداد
- جهانگیر فروهر
- نادیا
- آنیتا
- شهناز
- علی دهقان
- محمود تهرانی
- مهدی‌قلی صفاپور
- علی‌اکبر مهدوی‌فر
- حسین شهاب